# Охоченська сільська рада
Охо́ченська сільська́ ра́да — адміністративно-територіальна одиниця та орган місцевого самоврядування в Нововодолазькому районі Харківської області. Адміністративний центр — село Охоче.

## Загальні відомості
- Територія ради: 108,04 км²
- Населення ради: 1 768 осіб (станом на 2001 рік)
- Територією ради протікає річка Берестова.

## Населені пункти
Сільській раді підпорядковані населені пункти:
- с. Охоче
- с. Клинове

## Склад ради
Рада складається з 16 депутатів та голови.
- Голова ради: Татарчук Олена Володимірівна

### Керівний склад попередніх скликань
| Прізвище, ім'я, по батькові    | Основні відомості                                                         | Дата обрання | Дата звільнення |
| ------------------------------ | ------------------------------------------------------------------------- | ------------ | --------------- |
| Чеботарьов Олександр Федорович | Сільський голова, 1953 року народження, член Комуністичної партії України | 26.03.2006   | 03.10.2008      |
| Руднєв Олексій Онисимович      | Сільський голова, 1954 року народження, безпартійний                      | 03.05.2009   | 31.10.2010      |
| Шестаков Микола Віталійович    | Сільський голова, 1970 року народження, освіта вища, безпартійний         | 31.10.2010   | 16.12.2012      |
| Татарчук Олена Володимірівна   | Сільський голова, 1975 року народження, освіта вища, член Партії регіонів | 16.12.2012   |                 |

Примітка: таблиця складена за даними сайту Верховної Ради України

### Депутати
За результатами місцевих виборів 2010 року депутатами ради стали:

#### За суб'єктами висування
| Суб'єкт висування | Кількість обраних депутатів | %    |
| ----------------- | --------------------------- | ---- |
| Самовисування     | 14                          | 87,5 |
| Партія регіонів   | 2                           | 12,5 |

#### За округами
| № округу        | Прізвище, ім'я, по батькові     | Дата визнання обраним | Освіта             | Партійна приналежність | Відомості про обраного депутата                           |
| --------------- | ------------------------------- | --------------------- | ------------------ | ---------------------- | --------------------------------------------------------- |
| Партія регіонів |                                 |                       |                    |                        |                                                           |
| 8               | Карауш Тетяна Володимирівна     | 04.11.2010            | вища               | позапартійна           | Охоченська сільська лікарська амбулаторія, головний лікар |
| 16              | Руднєв Олексій Описимович       | 25.02.2013            | вища               | член Партії регіонів   | Нововодолазька РДА, перший заступник голови РДА           |
| Самовисування   |                                 |                       |                    |                        |                                                           |
| 1               | Бабаєв Олександр Юрійович       | 04.11.2010            | вища               | позапартійний          | СТОВ «Рассвет», директор                                  |
| 2               | Голоднікова Лідія Петрівна      | 04.11.2010            | середня            | позапартійна           | домогосподарка                                            |
| 3               | Брехова Валентина Миколаївна    | 04.11.2010            | середня            | позапартійна           | СТОВ «Рассвет», бригадир                                  |
| 4               | Пензев Сергій Васильович        | 04.11.2010            | середня            | позапартійний          | СЗАТ «Охоче», головний інженер                            |
| 5               | Ільїна Наталія Леонідівна       | 04.11.2010            | середня            | позапартійна           | СТОВ «Рассвет», бухгалтер                                 |
| 6               | Харченко Любов Володимирівна    | 04.11.2010            | вища               | позапартійна           | Охоченська загальноосвітня школа, директор                |
| 7               | Єрмаков Сергій Дмитрович        | 04.11.2010            | вища               | позапартійний          | СТОВ «Рассвет», головний економіст                        |
| 9               | Панаріна Тетяна Іванівна        | 04.11.2010            | середня спеціальна | позапартійна           | СЗАТ «Охоче», бухгалтер                                   |
| 10              | Орлов Іван Іванович             | 04.11.2010            | середня            | позапартійний          | СЗАТ «Охоче», керуючий відделянням                        |
| 11              | Чеботарьов Олександр Федорович  | 04.11.2010            | вища               | позапартійний          | пенсіонер                                                 |
| 12              | Чистоткін Микола Борисович      | 04.11.2010            | вища               | позапартійний          | Охоченська загальноосвітня школа, вчитель                 |
| 13              | Фарафонов Володимир Іванович    | 04.11.2010            | середня            | позапартійний          | пенсіонер                                                 |
| 14              | Клімова Олена Володимирівна     | 04.11.2010            | середня            | позапартійна           | Центрзайнятості                                           |
| 15              | Рижинко Володимир Олександрович | 04.11.2010            | вища               | позапартійний          | СЗАТ «Охоче», головний ветеринарний лікар                 |